# 毛沙蜉金龜
毛沙蜉金龜（学名：Trichiorhyssemus lasionotus），又名顆胸微馬糞金龜，为金龜子科毛沙蜉金龜屬下的一个种。